# Ardmore Point (Islay)

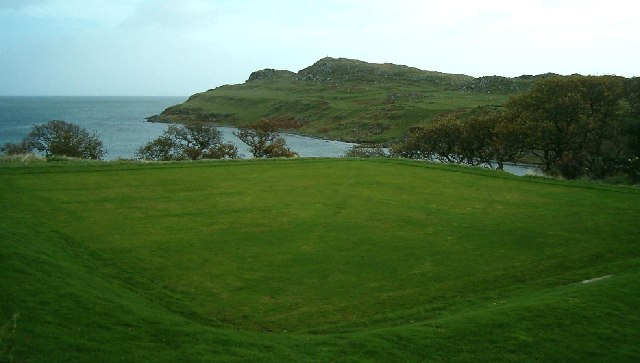
Ardmore Point von Ardmore aus gesehen

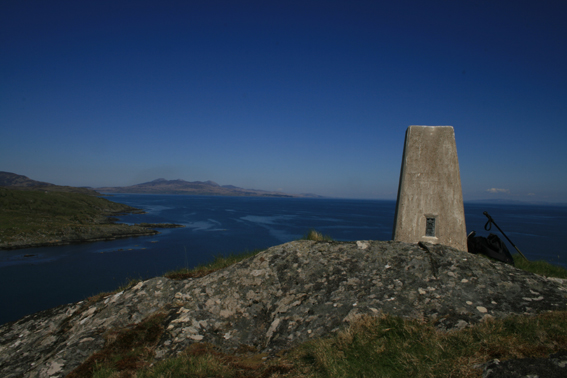
Blick von Ardmore Point; zentral ist die Insel Jura zu sehen mit den Einfahrten in den Islay- beziehungsweise Jura-Sund hinten links beziehungsweise rechts.

Ardmore Point ist ein Kap an der Südostküste der schottischen Hebrideninsel Islay. Es befindet sich etwa 3,5 km südlich von Trudernish Point und 11 km östlich des Fährhafens Port Ellen nahe der Siedlung Ardmore. Ardmore Point markiert den am weitesten östlich gelegenen Punkt der Insel. Das Kap ragt etwa 600 m aus der Landmasse hervor. Es ist nicht direkt an das Straßennetz angebunden. Die nächstgelegene Straße endet etwa 700 m westlich in Ardmore. Von Ardmore Point aus sind der Islay-Sund, Jura, der Jura-Sund, die Inseln Gigha und Cara sowie die Halbinsel Kintyre sichtbar.
Um Ardmore Point sind neun Schiffsunglücke verzeichnet. Das bisher jüngste Unglück fand am 25. Februar 1975 statt, als das Dampfschiff Shuna dort auf ein Riff auflief.